# Rophites schoenitzeri
Rophites schoenitzeri är en biart som beskrevs av Dubitzky 2005. Rophites schoenitzeri ingår i släktet blomdyrkarbin, och familjen vägbin. Inga underarter finns listade i Catalogue of Life.